# Gonçalo Gonçalves
Gonçalo Gonçalves, mais conhecido simplesmente como Gonçalo, ou ainda Gonçalito (São Vicente, 8 de novembro de 1935 – Santos, 17 de dezembro de 2016) foi um futebolista brasileiro que atuava como meio-campista.

## Carreira
Iniciou no futebol varzeano de São Vicente, atuando no no Beija-Flor S.V. (infantil) e Grêmio São Luiz (tradicional colégio Santista), até ser descoberto e encaminhado aos quadros amadores da Portuguesa Santista, em meados de 1954, e já em 1955 recebeu suas primeiras oportunidades no time principal.
Nos meses de abril e maio de 1959, com a Portuguesa Santista excursionou por Angola e Moçambique, então colônias portuguesas na África, obtendo 15 vitórias em 15 compromissos disputados, o que representou a histórica conquista da “Fita Azul”.
No fim de 1959, seus direitos federativos foram negociados com o São Paulo por 1 milhão de cruzeiros.
Gonçalo participou das festividades de inauguração do Estádio do Morumbi em 2 de outubro de 1960, com vitória do São Paulo por 1×0 sobre o Sporting de Portugal. Pelo São Paulo, entre 1960 e 1962, Gonçalito jogou 99 partidas – sendo 47 vitórias, 21 empates e 31 derrotas –, e marcou 17 gols.
Em março de 1963, foi emprestado ao Fluminense pelo prazo de 1 ano, com o passe fixado em 20 milhões de cruzeiros. No clube, foi pouco aproveitado, principalmente pelos desentendimentos com o técnico Fleitas Solich.
Com o termino do empréstimo, Gonçalo voltou ao São Paulo e pouco depois foi negociado em definitivo com o Santos, assinando por um período de 2 anos. No clube, foi campeão paulista em 1964, e atuou até 1965, participando de 14 jogos.
O contrato com o Santos não foi renovado, Gonçalo ainda voltou ao mesmo Fluminense, antes de encerrar definitivamente sua trajetória pelos gramados.

### Títulos
Portuguesa Santista
- Fita Azul: 1959

Santos
- Campeonato Paulista: 1964[5]
- Torneio Rio-São Paulo: 1964[6]

## Morte
Em decorrência de uma insuficiência renal, Gonçalo Gonçalves faleceu no dia 17 de dezembro de 2016.